# Chions
Chions (friülà Cjons) és un municipi italià, dins de la província de Pordenone. L'any 2007 tenia 5.132 habitants. Limita amb els municipis d'Azzano Decimo, Cinto Caomaggiore (VE), Fiume Veneto, Pramaggiore (VE), Pravisdomini, San Vito al Tagliamento i Sesto al Reghena.

## Administració
| Període | Identitat    | Partit        |
| ------- | ------------ | ------------- |
| 2004-   | Fabio Santin | Llista cívica |